# ثابت‌افزار

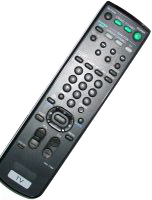
کنترل تلویزیون یک نمونه مهندسی شده از وسایل دارنده ‌ثابت‌افزار است. ‌ثابت‌افزار، وظیفه مانیتور کردن دکمه‌ها، کنترل‌های LED و پردازش کلیدهای فشار داده شده را برعهده دارد به صورتی که داده‌ها را طوری به وسیله گیرنده (مانند یک تلویزیون) بفرستد که بتواند آنها را بفهمد و پردازش کند.

ثابت‌افزار یا ‌سفت‌افزار (به انگلیسی: Firmware) در الکترونیک و رایانه، بیشتر به برنامه‌های تقریباً ثابت و نسبتاً کوچک یا ساختمان‌های داده‌ای که درون سخت‌افزار انواع دستگاه‌های الکترونیک است، گفته می‌شود. از دستگاه‌های دارای ‌ثابت‌افزار می‌توان از ماشین حساب یا کنترل از راه دور، قطعات رایانه شامل دیسک سخت، صفحه‌کلید، صفحه نمایش‌های دیجیتال یا کارت‌های حافظه، ابزارهای دقیق در علم و رباتیک در صنعت نام برد. همچنین دستگاه‌های پیچیده‌تری چون تلفن‌های همراه، دوربین‌های دیجیتال، سینث‌سایزر و غیره دارای ‌ثابت‌افزار هستند. به‌طور دقیق‌تر به برنامه‌های سطح پایین که درون حافظه‌های ROM، حافظه‌های فلش، میکروکنترلر، DSP و FPGA یا مدارهای مجتمع با کاربرد خاص قرار می‌گیرند اعم از آن که قابل تغییر باشند یا نباشد ‌ثابت‌افزار گفته می‌شود.